# Eccomi (песня)
«Eccomi» (с итал. — «Это я») — песня, записанная итальянской певицей Миной в 1972 году. Музыку написал Дарио Балдан Бембо,  а слова — Паоло Лимити.
Песня была выпущена как сингл в ноябре 1972 года лейблом PDU. Песня дебютировала на шестнадцатой строчке в итальянском чарте синглов и достигла пятого места на девятой неделе своего пребывания. В общей сложности она пробыла там двадцать одну неделю. Песня не была включена ни в один студийный альбом Мины и впервые появилась на сборнике Del mio meglio n. 2 (1973).
Эту песню не следует путать с одноименной песней 1967 года, написанной Джорджо Калабрезе и Карло Альберто Росси, и также не вошедшей ни в один альбом и остававшейся неизданной до 1999 года.
Би-сайдом была песня «Domenica sera», написанная Коррадо Кастеллари и Стефано Скандоларой. В 1973 году она войдет в альбом Frutta e verdura. Кроме того, Мина записала песню на немецком («Die Liebe am Sonntag»; адаптированный текст Берта Олдена), испанском («Domingo a la noche»; текст Дорис Бэнд) и английском («Don’t Ask Me To Love You»; текст Нормана Ньюэлла) языках. Немецкая версия была выпущена в Германии как сингл, испанская версия была выпущена только в Латинской Америке как часть сборника Mina canta en español (1975), а английская версия как часть англоязычного сборника Mina (1978).

## Список композиций
7"-сингл
A. «Eccomi» — 3:30
B. «Domenica sera» — 3:20

## Чарты
| Чарт (1972)              | Высшая позиция |
| ------------------------ | -------------- |
| Италия (Musica e dischi) | 5              |